# Kelsey Grammer
Kelsey Grammer, né le 21 février 1955 à Saint Thomas dans les îles Vierges, est un acteur, producteur de cinéma, scénariste, humoriste et réalisateur américain.
Grand nom de la télévision, il devient populaire grâce au rôle du Dr Frasier Crane dans la série Cheers entre 1984 et 1993, puis dans la série dérivée Frasier entre 1993 et 2004.
Parmi ses rares incursions au cinéma, il interprète notamment le Dr. Hank McCoy / le Fauve dans le troisième volet de la trilogie X-Men sorti en 2006, dans X-Men: Days of Future Past sorti en 2014 ainsi que dans The Marvels sorti en 2023.
Depuis 1990, il interprète Sideshow Bob dans la série d'animation Les Simpson. Il prête également sa voix en 1999 à Stinky Pete dans le film Toy Story 2 ainsi qu'au troll Blinky entre 2016 et 2021 dans les œuvres Les Contes d'Arcadia de Guillermo del Toro.

## Biographie

### Jeunesse
Né le 21 février 1955 à Saint Thomas dans les îles Vierges américaines, Kelsey Grammer a des origines allemandes. Il s'installera dans l'État du New Jersey après le divorce de ses parents.
En 1964, à l'âge de neuf ans, Kelsey Grammer commence à consommer de l'alcool régulièrement[réf. nécessaire].
En 1968, quand Kelsey avait 13 ans, son père, qu'il n'avait rencontré que deux fois dans sa vie[réf. nécessaire], a été assassiné dans le jardin devant sa maison aux îles Vierges. En 1975, sa sœur a été enlevée, violée et tuée par plusieurs hommes dont Freddie Glenn (en), après avoir quitté un restaurant Red Lobster à Colorado Springs, au Colorado. Le 1er juin 1980, ses demi-frères décèdent durant une plongée en scaphandre autonome.

### Formation et débuts
À 20 ans Kelsey Grammer s'inscrit au programme de théâtre de l'école Juilliard à New York, mais comme il cesse d'assister aux cours il est renvoyé. Après la Juilliard, il monte très vite sur les planches et se spécialise dans les œuvres shakespeariennes. C'est à Broadway, dans les pièces Othello et Macbeth, qu'il fait ses débuts ; avec sa stature imposante (1,85 m) mais aussi un timbre de voix profond, il se distingue dans les rôles qu'il incarne.

### Carrière
C'est en 1984 qu'il apparaît dans la sitcom Cheers, créée en 1982, dans le rôle du docteur Frasier Crane, un personnage qu'il ne quittera plus pendant 20 ans et qui lui vaudra trois Emmy Awards et onze nominations.
De 1984 à 2004, les Américains s'habituent à le voir sous les traits de Frasier Crane : après l'arrêt de  Cheers, au bout de dix saisons, il revient dans le spin-off Frasier, qui aura une longévité et une popularité comparable à la série première.
Dans Cheers, autour du barman Sam Malone et dans le bar éponyme, se meut une vaste galerie de personnages et de piliers de comptoir dont fait partie Frasier ; ce psychanalyste ayant étudié à Harvard y lance ses piques, entre cynisme et humour désabusé, n'hésitant pas à brocarder les petits défauts de ses semblables et à pester contre l'inculture de ce monde, quitte à passer pour un snob et un perpétuel insatisfait.
Il y rencontre Lilith Sternin, sa future femme, pour laquelle il ressent une violente passion en dépit de la froideur et de la rigidité (voire de la frigidité) de celle-ci.
À l'arrêt de Cheers en 1993, la popularité de la série est si grande que la décision d'en faire une série dérivée est vite prise. Tout aussi populaire que la série, le personnage de Frasier Crane est reconduit.
Le nouvel opus commence là où Cheers s'était arrêté. Frasier revient à Seattle, d'où il est originaire, pour se remettre de son divorce avec Lilith. Mais très vite, l'environnement de ce maniaque qui a horreur de toute perturbation se voit bouleversé. Il accueille son père, Martin Crane, policier à la retraite blessé à la hanche, Daphne Moon, son infirmière britannique médium, et surtout Eddie, le Jack Russell Terrier de son père, cauchemar de ses canapés en cuir et de ses coûteuses chaussures. On y fait là la connaissance d'une brochette de personnages tout aussi savoureux que dans Cheers, souvent assez décalés.
Malgré une popularité croissante, Kelsey Grammer connait de sérieux problèmes de santé dus à son alcoolisme mais aussi à sa consommation fréquente de cocaïne. Ainsi, il est arrêté pour détention et usage de cette drogue en 1988 et condamné à un mois de prison. Récidiviste, il se fait à nouveau prendre en 1990 et cette fois est condamné à trois ans de prison avec sursis. Ceci s'ajoute à la forte somme qu'il doit payer et aux nombreuses heures de travaux d'intérêt général qu'il doit effectuer. Comme il ne respecte pas la sentence qu'on lui impose, Kelsey Grammer se voit infliger deux ans de prison supplémentaires. En dépit du soutien de ses collègues de travail qui pourtant font leur possible pour l'aider. En 2008, il est victime de problèmes cardiaques.

### Vie personnelle
En 1996, alors sous l'emprise de l'alcool, il doit subir une cure de désintoxication d'un mois.
Deux ans plus tard, il attaque une société pour détention d'ébats mais perd son procès.
Son meilleur ami David Angell est mort dans les attentats du 11 septembre 2001.

#### Relations
En 1982, il épouse une professeur de danse dont il a une fille, Spencer, née le 9 octobre 1983, elle-même actrice et mère d'un fils né le 10 octobre 2011. Le couple divorce en 1990.
Il entretient ensuite une liaison avec une maquilleuse. De leur union naît son second enfant, Kandace, le 15 février 1992. Parallèlement, cette liaison causera la fausse couche de son ex-épouse, la strip-teaseuse Leigh-Anne Csuhany, avec qui il était marié de 1992 à 1993.
Il s'unira ensuite très brièvement avec une ancienne danseuse exotique mais ils rompront à cause du mauvais comportement de cette dernière.
Il entretiendra ensuite une relation très brève avec une jeune femme de 28 ans, Tammi Baliszewski, entre 1994 et 1995. Il sera aussi harcelé par une autre femme qui le poursuivra en justice pour diffamations.
En août 1997, il s'unit à une ancienne danseuse et mannequin, Camille Donatacci qui apparaît dans l'émission de télé-réalité The real housewives of Beverly Hills pendant deux saisons (2010/2012 puis en guest), rencontrée au cours d'une soirée arrangée en 1996. De leur union naît une fille, Mason Olivia le 24 octobre 2001 et un fils Jude Gordon le 28 août 2004. Le couple entame une procédure de divorce le 1er juillet 2010, pour irrésolution de différends. La procédure n'aboutit que le 10 février 2011.
Deux semaines plus tard, Kelsey Grammer se marie pour la quatrième fois avec Kayte Walsh, une Britannique de 25 ans sa cadette. Après avoir officialisé attendre son cinquième enfant en août 2010, il est révélé que Kayte a fait une fausse couche en octobre 2010. Ils auront finalement trois enfants : Faith Evangeline Elisa (née le 13 juillet 2012), Kelsey Gabriel Elias (né le 22 juillet 2014) et Auden James Ellis (né le 14 novembre 2016).

#### Politique
Membre du Parti républicain, Kelsey Grammer a de nombreuses fois apporté son soutien à de nombreux membres de ce parti. Il envisage de se présenter un jour comme candidat au Congrès des États-Unis ou bien aux élections législatives de la ville de New York.

## Filmographie

### Acteur

#### Cinéma

##### Longs métrages
- 1992 : Galaxies Are Colliding de John Ryman : Peter
- 1996 : Touche pas à mon périscope (Down Periscope) de David S. Ward : le capitaine de corvette Tom Dodge
- 1998 : The Real Howard Spitz de Vadim Jean : Howard Spitz
- 1999 : New Jersey Turnpikes de Bryan Buckley
- 1999 : Standing on Fishes : Verk
- 2001 : 15 Minutes de John Herzfeld : Robert Hawkins
- 2001 : Les Visiteurs en Amérique de Jean-Marie Poiré (Just Visiting) : le narrateur (voix)
- 2003 : The Big Empty de Steve Anderson (en) : Agent Banks
- 2005 : The Good Humor Man de Tenney Fairchild : Mr Skibness
- 2006 : X-Men : L'Affrontement final de Brett Ratner : Henry « Hank » McCoy / Le Fauve
- 2006 : Even Money de Mark Rydell : l'inspecteur Brunner
- 2008 : Swing Vote : La Voix du cœur (Swing Vote), de Joshua Michael Stern : président Andrew Boone
- 2009 : Fame de Kevin Tancharoen : Martin Cranston
- 2011 : Mais comment font les femmes ? (I Don't Know how She Does It) de Douglas McGrath : Clark Cooper
- 2013 : Reach Me ou Bacd Luck de John Herzfeld :
- 2014 : Expendables 3 de Patrick Hughes : Bonaparte
- 2014 : X-Men: Days of Future Past de Bryan Singer : Henry « Hank » McCoy / Le Fauve, âgé  (caméo)
- 2014 : Transformers : L'Âge de l'extinction de Michael Bay : Harold Attinger
- 2014 : Think Like a Man Too de Tim Story : Lee Fox
- 2018 : Guardians of the Tomb de Kimble Rendall (en) : Mason
- 2018 : Tel père (Like Father) de Lauren Miller : Harry Hamilton
- 2019 : Grand Isle de Stephen Campanelli : Détective Jones
- 2020 : Money Plane : Darius Emmanuel Grouch III, alias « The Rumble »
- 2022 : Christmas in Paradise de Philippe Martinez
- 2023 : Jesus Revolution d'Andrew et Jon Erwin : Chuck Smith
- 2023 : Wanted Man de Dolph Lundgren
- 2023 : The Marvels de Nia DaCosta : Dr Hank McCoy / le Fauve (caméo, scène inter-générique)

##### Films d'animation
- 1995 : Mickey perd la tête (Runaway Brain) : Dr Frankenollie
- 1997 : Dany, le chat superstar (Cats Don't Dance) de Mark Dindal : Stinky Pete the Prospector
- 1997 : Anastasia de Don Bluth et Gary Goldman : Vladimir
- 1999 : Bartok le Magnifique (Bartok the Magnificent) de Don Bluth et Gary Goldman : Zozi
- 1999 : Mickey, il était une fois Noël (Mickey's Once Upon a Christmas) (vidéo) : Narrateur
- 1999 : Toy Story 2 de John Lasseter, Ash Brannon et Lee Unkrich : Stinky Pete the Prospector
- 2003 : Barbie et le Lac des cygnes (Barbie of Swan Lake) d'Owen Hurley : Rothbart
- 2004 : Scott, le film (Teacher's Pet) de Timothy Björklund : Dr Ivan Krank
- 2013 : Legends of Oz: Dorothy's Return de Will Finn et Dan St. Pierre (en) : l'homme en étain
- 2016 : Cigognes et compagnie (Storks) de Nicholas Stoller et Doug Sweetland : Hunter
- 2021 : Chasseurs de trolls : Le Réveil des Titans (Trollhunters: Rise of the Titans) : Blinky

#### Télévision

##### Téléfilms
- 1999 : La Ferme des animaux (Animal Farm) de John Stephenson : Snowball (voix)
- 2022 : The 12 Days of Christmas Eve de Dustin Rikert : Brian Conway

##### Séries télévisées
- 1982 : Macbeth : Ross
- 1982 : Another World : ambulancier
- 1983 : Kennedy (feuilleton) : Stephen Smith
- 1984 : George Washington (en) (feuilleton) : Lt. Stewart
- 1984-1993 : Cheers : Dr Frasier Crane (202 épisodes)
- 1986 : Crossings (feuilleton) : Craig Lawson
- 1988 : Le Bal de l'école : Ed Strull
- 1993-2004 : Frasier : Dr Frasier Crane (263 épisodes)
- 1993 : Beyond Suspicion : Ron McNally
- 1994 : Le Silence de l'innocent (The Innocent) : Dét. Frank Barlow
- 1996 : London Suite : Sidney Nichols
- 1998 : Secret défense (The Pentagon Wars)  : Maj. Gen. Partridge
- 2001 : The Sports Pages : Howard Greene (segment How Doc Waddems Finally Broke 100)
- 2002 : Le Fils du Père Noël (Mr. St. Nick) : 'Nick St. Nicholas / Santa Claus the 21st
- 2003 : Benedict Arnold: A Question of Honor : George Washington
- 2004 : Frasier : Analyzing the Laughter : Dr Frasier Crane
- 2004 : A Christmas Carol (en) : Ebenezer Scrooge
- 2005 : Kelsey Grammer Presents: The Sketch Show (série)

2006: (série) l'ange de la mort Médium saison 2 épisode 21
- 2011-2012 : 30 Rock : lui-même (3 épisodes)
- 2011 : Boss : le maire Tom Kane
- 2016-2017 : Le Dernier Seigneur (The Last Tycoon) : Pat Brady (9 épisodes)
- 2017 : Modern Family (Ringmaster Keifth) : Keifth (1 épisode)
- 2021 : Dr Death : Dr Geoffrey Skadden (4 épisodes)

##### Séries d'animation
- depuis 1990 : Les Simpson : Sideshow Bob (23 épisodes - en cours
- 2003 : Gary the Rat (en) : Gary « The Rat » Andrews
- 2016-2018 : Chasseurs de trolls : Les Contes d'Arcadia : Blinky (52 épisodes)
- 2018-2019 : Le Trio venu d'ailleurs : Les Contes d'Arcadia : Blinky (2 épisodes)
- 2020 : Mages et Sorciers : Les Contes d'Arcadia : Blinky (9 épisodes)

### Producteur
- 1993 : Frasier (série télévisée)
- 1997 : Fired Up (série télévisée)
- 2000 : Gary the Rat (en) (vidéo)
- 2000 : Girlfriends (série télévisée)
- 2002 : In-Laws (série télévisée)
- 2003 : Gary the Rat (série télévisée)
- 2004 : The Soluna Project (TV)
- 2004 : The Good Humor Man
- 2004 : World Cup Comedy (série télévisée)
- 2005 : Médium (série télévisée)

### Réalisateur
- 2004 : Frasier : Analyzing the Laughter (TV)

## Distinctions
Kelsey Grammer est le seul acteur à la télévision à avoir été nommé pour le même rôle dans trois séries différentes. En effet, il eut de nombreuses récompenses en tant que Dr. Frasier Crane dans les séries Cheers, Frasier et eut une distinction pour son apparition dans Wings. En dehors des Emmies, d'autres récompenses lui furent apportées pour ce rôle dans lequel il fut si populaire.

### Récompenses
- Cheers, un Emmy Award, pour le rôle du Dr Frasier Crane;
- Frasier, trois Emmy Award en tant que meilleur acteur;
- Deux Golden Globe Award pour le rôle du Dr Frasier Crane;
- Deux American Comedy Awards pour le rôle du Dr Frasier Crane;
- un People's Choice Award, idem.
- Golden Globes 2012 du meilleur acteur dans une série dramatique pour Boss

### Nominations
- Cheers, deux nominations aux Emmy Awards, pour le rôle du Dr Frasier Crane;
- Frasier, huit nominations aux Emmy Awards;
- Wings, une nomination aux Emmy Awards.

## Dans la culture populaire
Kelsey Grammer a joué pendant 20 ans de 1984 à 2004 le rôle de Frasier Crane, ce qui fait de lui l'acteur ayant la plus longue longévité dans la peau d'un personnage, ex æquo avec James Arness en tant que marshall Matt Dillon dans Gunsmoke de 1955 à 1975.

## Voix francophones
En version française, plusieurs comédiens se succèdent jusqu'au début des années 2010 pour doubler Kelsey Grammer. Hervé Bellon le double tout de même à trois reprises dans 15 minutes, Le Fils du Père Noël et Fame tandis qu'il est doublé à deux reprises par Gérard Rinaldi dans Swing Vote : La Voix du cœur et Middle Men ainsi que par Jean-Claude de Goros dans les films X-Men. Il est également doublé par Joël Martineau dans Frasier, Patrick Floersheim dans Touche pas à mon périscope, Jacques Frantz dans Even Money, Gilbert Lévy dans Kelsey Grammer présente : Le Sketch Show, Pascal Casanova dans Moi et mon public, Philippe Ogouz dans Médium, Philippe Roullier dans 30 Rock et Philippe Catoire dans Mais comment font les femmes ?.
Par la suite, il est notamment doublé à cinq reprises par Patrick Béthune dans Transformers : L'Âge de l'extinction, Expendables 3, Bad Luck, Entourage et Killing Jesus. Patrick Messe le double également dans Le Dernier Seigneur, Guardians of the Tomb et Proven Innocent tandis qu'il est doublé par Martin Spinhayer dans Boss, Jean-François Aupied dans Nos pires voisins 2 et Hervé Jolly dans Tel père. En 2023, Jean-Pol Brissart est choisi pour le doubler dans la suite de Frasier (en). Décédé l'année suivante, il est remplacé par Michel Dodane en saison 2.